# Roman Polański
Roman Polański (rozený Rajmund Liebling, * 18. srpna 1933 Paříž) je francouzsko-polský režisér, filmový i divadelní herec a producent. Působil i v Hollywoodu. Je držitelem řady vrcholných ocenění včetně Oscara za režii.

## Život
Narodil se v Paříži v polsko-židovské rodině, která se roku 1937 přestěhovala do Krakova. Jeho otec Ryszard Polański (Liebling) byl polský Žid, jeho matka Bula Polańská (roz. Katz) se narodila v Rusku, otec byl Žid a matka katolička, ona sama měla katolickou výchovu. Druhou světovou válku prožil v krakovském ghetu, později ve vesnici Wysoka u Wadovic, kde ho schovávali pod jménem Roman Wilk.

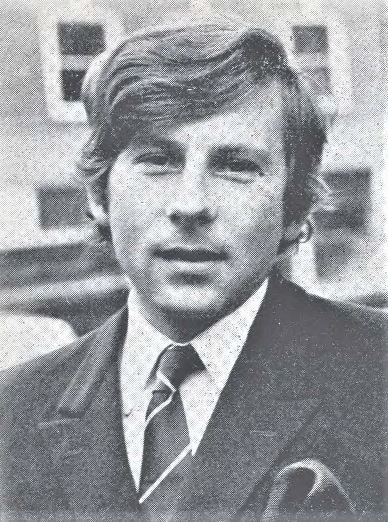
Polański v roce 1969

Od roku 1948 vystupoval v divadle, na plátně se objevil poprvé roku 1953. Roku 1954 začal studovat režii na filmové škole v Lodži. Školu dokončil, ale nezískal diplom. Roku 1959 se oženil s herečkou Barbarou Kwiatkowskou (debutovala ve filmu Ewa chce spać), rozvedli se roku 1962. Potom odjel do Paříže. Domů se vrátil roku 1961 a natočil svůj první dlouhometrážní film Nůž ve vodě, psychologické drama trojice hrdinů, manželů a cizího studenta, na moři. Film byl nominován na Oscara, autora mezinárodně proslavil a otevřel mu dveře k mezinárodní kariéře. Vrátil se do západní Evropy, pracoval především ve Francii a Velké Británii. Roku 1968 se podruhé oženil, s americkou herečkou Sharon Tate. Ve stejném roce odjel do Hollywoodu. Dne 9. srpna 1969 byla těhotná Sharon Tate zavražděna sektou Charlese Mansona.
Roku 1978 byl obviněn ze zneužití nezletilé, k čemuž se nakonec přiznal, ale pak v obavě před uvězněním opustil Spojené státy a vrátil se do Paříže. Od roku 1989 je ženatý s francouzskou herečkou a modelkou Emmanuelle Seignerovou, se kterou má dvě děti, dceru Morganu a syna Elvise. V roce 2007 se podílel na Vangelisově projektu k 25. výročí úspěšného filmu Blade Runner, kde emotivně recituje na CD píseň Spotkanie Z Matką od polského básníka Konstanty Ildefonse Gałczyńského.
Dne 26. září 2009 byl Polanski zatčen v Curychu, kde měl na filmovém festivalu převzít cenu za celoživotní dílo. Zadržen byl na základě amerického zatykače z roku 1978 v souvislosti se zneužitím nezletilé dívky v roce 1977. Nicméně, Švýcarsko jej odmítlo vydat do USA a stejným způsobem na opakovanou americkou žádost reagovalo rovněž Polsko.
Jeho dosud posledním snímkem je komedie Hotel Palace z roku 2023. V něm se objevili například Fanny Ardant, John Cleese či Mickey Rourke.

## Ocenění
- Zlatá palma z Cannes za nejlepší film (Nůž ve vodě)
- 2003 – Oscar za režii filmu Pianista.
- 2004 – Cena za mimořádný umělecký přínos světovému filmu (Mezinárodní filmový festival Karlovy Vary)[6]
- 2014 – César pro nejlepšího režiséra za film Venuše v kožichu (La Vénus à la fourrure)

## Filmografie

### Režisér
Krátké filmy
- 1957: Morderstwo
- 1957: Uśmiech zębiczny
- 1957: Rozbijemy zabawę

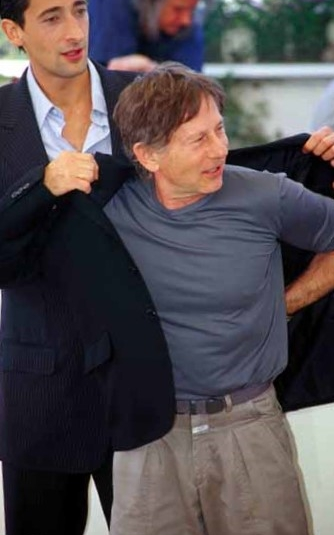
Roman Polański a Adrien Brody v Cannes, 2002

- 1958: Dva muži a skříň  (Dwaj ludzie z szafą)
- 1959: Když padají andělé (Gdy spadają anioły)
- 1959: Lampa
- 1961: Ssaki
- 1961: Tlustý a hubený (Le Gros et le maigre)

Dlouhometrážní filmy
- 1962: Nůž ve vodě (Nóż w wodzie)
- 1964: Nejkrásnější podvody světa (Les plus belles escroqueries du monde)
- 1965: Hnus (Repulsion)
- 1966: Ve slepé uličce (Cul-de-sac)
- 1967: Ples upírů (The Fearless Vampire Killers)
- 1968: Rosemary má děťátko (Rosemary's Baby)
- 1971: The Tragedy of Macbeth
- 1972: Co? (What?)
- 1974: Čínská čtvrť (Chinatown)
- 1976: Nájemník (Le Locataire)
- 1979: Tess
- 1986: Piráti (Pirates)
- 1988: 48 hodin v Paříži (Frantic)
- 1992: Hořký měsíc (Bitter Moon)
- 1994: Smrt a dívka (Death and the Maiden)
- 1999: Devátá brána (The Ninth Gate)
- 2002: Pianista (The Pianist)
- 2005: Oliver Twist
- 2010: Muž ve stínu (The Ghost Writer)
- 2011: Bůh masakru (Carnage)
- 2013: Venuše v kožichu (La Vénus à la fourrure)
- 2017 - Podle skutečné události (Based on a True Story)
- 2019 - Žaluji! (An Officer and a Spy)

### Scenárista
- 1955: Zaczarowany rower
- 1957: Rozbijemy zabawę
- 1957: Morderstwo
- 1957: Uśmiech zębiczny
- 1958: Dva muži a skříň  (Dwaj ludzie z szafą)
- 1959: Lampa
- 1959: Když padají andělé (Gdy spadają anioły)
- 1961: Ssaki
- 1961: Tlustý a hubený (Le Gros et le maigre)
- 1962: Nůž ve vodě (Nóż w wodzie)
- 1964: Aimez-vous les femmes?
- 1964: Nejkrásnější podvody světa (Les plus belles escroqueries du monde)
- 1965: Hnus (Repulsion)
- 1966: Ve slepé uličce (Cul-de-sac)
- 1967: Ples upírů (The Fearless Vampire Killers)
- 1968: Rosemary má děťátko (Rosemary's Baby)
- 1968: La Fille d’en face
- 1970: A Day at the Beach
- 1971: Le bateau sur l'herbe
- 1971: The Tragedy of Macbeth
- 1972: Co? (What?)
- 1974: Čínská čtvrť (Chinatown)
- 1976: Nájemník (Le Locataire)
- 1979: Tess
- 1986: Piráti (Pirates)
- 1988: 48 hodin v Paříži (Frantic)
- 1992: Hořký měsíc (Bitter Moon)
- 1999: Devátá brána (The Ninth Gate)
- 2005: Oliver Twist

### Herec
- 1953: Trzy opowieści
- 1954: Pokolenie
- 1954: Dzień bez słońca
- 1954: Zaczarowany rower
- 1955: Tři starty (Trzy starty)
- 1955: Antek
- 1956: Koniec nocy
- 1956: Wraki
- 1957: Eroica
- 1958: Dva muži a skříň  (Dwaj ludzie z szafą)
- 1958: Zadzwońcie do mojej żony
- 1959: Lotna
- 1959: Lampa
- 1959: Když padají andělé (Gdy spadają anioły)
- 1960: Do widzenia, do jutra
- 1960: Niewinni czarodzieje
- 1960: Zezowate szczęście
- 1960: Ostrożnie, Yeti!
- 1961: Samson
- 1961: Tlustý a hubený (Le Gros et le maigre) jako hubený
- 1962: Nůž ve vodě (Nóż w wodzie) jako chlapec (hlas)
- 1967: Ples upírů (The Fearless Vampire Killers)
- 1969: Kouzelný Kristián (The Magic Christian)
- 1972: Co? (What?)
- 1994: Blood for Dracula
- 1974: Čínská čtvrť (Chinatown)
- 1976: Nájemník (Le Locataire)
- 1982: Chassé-croisé
- 1989: En attendant Godot
- 1992: Back in the U.S.S.R.
- 1994: Pouhá formalita (Una Pura formalità)
- 1994: Grosse Fatigue
- 2000: Hommage à Alfred Lepetit
- 2002: Zemsta
- 2007: Křižovatka smrti 3 - Tentokráte v Paříži

### Producent
- 1961: Tlustý a hubený (Le Gros et le maigre)
- 1970: A Day at the Beach
- 1972: Afternoon of a Champion
- 1992: Hořký měsíc (Bitter Moon)
- 1999: Castelnuovo
- 1999: Devátá brána (The Ninth Gate)
- 2002: Pianista (The Pianist)
- 2005: Oliver Twist